# Muzeum Kolei w Sigmundsherberg
Muzeum Kolei w Sigmundsherberg (niem. Waldviertler Eisenbahnmuseum Sigmundsherberg) – muzeum kolejnictwa zlokalizowane w austriackiej miejscowości Sigmundsherberg (Dolna Austria, Waldviertel). Znajduje się na dolnoaustriackiej liście Museen und Sammlungen.

## Historia i zbiory
Placówka działająca od listopada 1987, a rozbudowana w 2010, znajduje się przy dworcu w Sigmundsherberg (linia z Absdorf-Hippersdorf do Gmünd) i w sześciu salach gromadzi około 1600 eksponatów. Pochodzą one z różnych epok, począwszy od czasów Cesarstwa, a skończywszy na okresie po II wojnie światowej. Dotyczą kolei niemieckich oraz ÖBB. Prezentowane są mundury, dokumenty, lampy sygnałowe i inne, a także tabor kolejowy - parowy, spalinowy i elektryczny. Ewenementem jest model największego obozu jenieckiego w monarchii austro-węgierskiej (skala 1:360). Muzeum zarządza Verein Waldviertler Eisenbahnmuseum Sigmundsherberg. 

## Tabor
Tabor kolejowy prezentowany w muzeum to m.in.:
- parowóz 52.855,
- parowóz 93 1335,
- lokomotywa spalinowa 2143 039-2,
- lokomotywa manewrowa 2060.11,
- lokomotywa manewrowa ÖBB X 150.05,
- lokomotywa manewrowa Marko,
- wagon wieżowy ÖBB X 534.60,
- spalinowy zespół trakcyjny 5047 027,
- elektrowóz 1040.09,
- drezyna motorowa.